# 希臘禮天主教布加勒斯特教區
希臘禮天主教布加勒斯特大聖巴西略教區（拉丁語：Dioecesis Sancti Basilii Magni Bucarestiensis Romenorum）是羅馬尼亞一個東儀天主教教區，受希臘禮天主教弗格拉什暨阿爾巴尤利亞大總教區管轄。
教區成立於2014年5月29日。範圍包括蒙特尼亞、奧爾特尼亞和多布羅加，在教區成立前轄區有十五個堂區，其中七個在布加勒斯特。現任教區主教為彌額爾·克策林·弗勒齊勒。